# Навчально-науковий інститут сталого розвитку імені В'ячеслава Чорновола Національного університету «Львівська політехніка»
Навчально-науковий інститут сталого розвитку імені В'ячеслава Чорновола Національного університету «Львівська політехніка» — вищий навчальний заклад України III рівня акредитації, розташований у Львові.

## Історія
Історія інституту імені Вячеслава Чорновола, як у дзеркалі відображає всі труднощі становлення національної вищої освіти, її здобутки та її майбутнє, яке нам всім треба збудувати. І вплив на цю історію мають не тільки грандіозні соціальні потрясіння, які за останні 70 років не оминули Львів, але й технологічна революція — постіндустріальну еру замінює інформаційна технологічна ера.

### Становлення
Прихід Радянського Союзу на захід України у вересні 1939 року позначився першим знекровлюванням львівської вищої професійної школи. Але й інші «визволителі» — німецькі окупанти не були кращими: 1941 року німці розстріляли десятки вчених. У 1944 році відновлена Політехніка налічувала лише 440 студентів.
З Росії та зі сходу України до Львова скеровуються фахівці та вчені, які, фактично заново почали створювати науковий потенціал краю. Водночас у Львові бурхливо розвивається промисловість, особливо приладобудівна галузь військово-промислового комплексу.
Усі ці події і послужили першопричиною утворення нового навчального закладу, який з перших днів існування здобуває престиж, нині підтверджений відданою працею багатьох поколінь працівників. Отож інститут імені Вячеслава Чорновола розпочав свою історію 6 червня 1947 року, коли наказом союзного міністерства промисловості засобів зв'язку був створений Львівський електромеханічний технікум.
Новому навчальному закладу відводилася досить важлива роль. Свідчить про це той факт, що його розмістили в одній з найкращих будівель Львова — у палаці Потоцьких. Але мабуть його перші директори І. І. Наливайко та С. Ф. Варивода з самого початку добре розуміли, що готувати фахівців з електровакуумного приладобудування, технології апаратобудування, технології обробки матеріалів у цьому історичному приміщенні — це нонсенс. На їхню долю і випало ініціювання будівництва нового комплексу навчального закладу, який розмістили в парковій зоні престижного району Львова. Труднощі будівництва нового комплексу взяв на себе Михайло Антонович Романишин, який керував технікумом з 1953 по 1955 рік. Але не судилося «директору-галичанину» завершити грандіозну як на ті часи будову, сталінські були часи. Слава великого будівничого дісталася Павлу Захаровичу Іванюшкіну, який керував технікумом з 1955 по 1975 рік. Саме у цей період закінчується будівництво двох навчальних корпусів та гуртожитку. А у 1974 році й спортивного комплексу. У 1963 році технікум дістає нову назву — Львівський технікум радіоелектроніки. Львів'яни того часу добре пам'ятають, що коли мова заходила про вищу професійну освіту, особливо про інженерну, то попри Політехніку чи Поліграфію завжди згадували і Технікум радіоелектроніки.
Тисячі його випускників-техніків у цей період працювали у всіх куточках Радянського Союзу і зазвичай це були дуже успішні фахівці, які досягали значних зльотів кар'єри. Утім, інженерні спеціальності в ті часи були дуже престижними. Період радянського економічного «застою» припав на час керування технікумом Михайла Трохимовича Боброва (1975—1987 рр.). До честі працівників технікуму цього періоду, а також завдяки підпорядкуванню одного з найпотужніших союзних «оборонних» міністерств технікум був одним з найкращих технічно обладнаних навчальних закладів Львова. Треба було бачити подив доцентів Львівської Політехніки, коли вони потрапляли в лабораторії технікуму! Це був період стабільного розвитку навчального закладу. Радянські технікуми не мали в ті часи своїх спортивно-оздоровчих баз. А саме тоді в складі технікуму з'являється така база у Карпатах. У технікумі розміщується регіональне керівництво середніми спеціальними навчальними закладами — Рада директорів. Розширюється кількість спеціальностей, тепер їх вісім, згодом омолоджуються кадри. Саме в технікумі розробляється Комплексна система управління якістю освіти в навчальних закладах такого типу, яка поширюється на весь Радянський Союз. Це, по суті, був прообраз системи акредитації навчального закладу. Можливо через свою підпорядкованість «оборонці», а може насамперед за свою прогресивну освітню діяльність технікум був визнаний одним з найкращих у Радянському Союзі.
Однак «застій» вже давався взнаки. Планова економіка втрачала темпи розвитку і не потребувала такої кількості інженерних кадрів. Саме на такому зламі до керівництва технікуму прийшов Леонід Олексійович Ржоткевич (1987—1993 р.). Технікум залишається одним з провідних у Львові. На початку цього періоду розвивається база в Карпатах, розробляються плани будівництва нового гуртожитку і модернізації навчальних корпусів. Але економічна, а згодом і соціальна криза охопили повністю і тоталітарний Союз, і, звичайно, Львів. Занепад промисловості у Західному регіоні досяг катастрофічних розмірів. Керівництво навчального закладу в цей час прагне пристосувати діяльність технікуму до нових умов і робить ставку лише на одне підприємство, яке, для справедливості слід сказати, подавало тоді надії на виживання. Цим підприємством було АТ «Концерн-Електрон». Але з початком 90-х років стало очевидним, що ні орієнтація на «Електрон», ні попередні напрацювання вже не врятують навчальний заклад. Революційні зміни, які охопили всю країну, мали відбутися і в ньому.

### Розвиток І
З 1993 року керує технікумом доктор технічних наук, професор Василь Михайлович Когут. Виходець з Львівської Політехніки, В. Когут добре розумів усю складність своєї місії. Всі його попередники завжди примножували як освітню діяльність, так і матеріальну базу. Тепер стояло завдання порятунку навчального закладу, який залишився без фінансування, — колектив місяцями не отримував заробітної плати.
Обрана стратегія порятунку полягала в активному оновленні освітньої діяльності, враховуючи і ринкові відносини в економіці, і процеси державотворення, і важливі для регіону економічні пріоритети. У технікумі розробляються нові для України концепції ступеневої освіти. Адже молодші спеціалісти, що випускалися технікумами, для здобуття повної університетської освіти змушені були вступати в інститут чи університет на перший курс, що було не раціонально. Але ступеневість, як це добре розуміла команда реформаторів, неможлива без основного університетського принципу — єдності науки й освіти. Уже на початку 1994 р. були розроблені навчально-методичні комплекси ступеневої підготовки «молодший спеціаліст—бакалавр» за всіма спеціальностями, за якими здійснювалась підготовка в технікумі, а також подібні комплекси «молодший спеціаліст» для семи нових спеціальностей, яких взагалі не було в освітньому просторі Львова: організація обслуговування в готелях і туристичних комплексах, промисловий маркетинг, економіка підприємства, монтаж і обслуговування медичної техніки, обслуговування комп'ютерних та інтелектуальних систем і мереж, правознавство, протезне виробництво. Складність цього періоду полягала в тому, що стандартизація вищої професійної освіти в Україні ще не починалась і всі новостворені комплекси доводилось опрацьовувати самотужки. Однак саме цей період надав можливість колективу технікуму активно впливати на ці процеси в Україні в майбутньому.
У жовтні 1994 року рішенням Міжгалузевої акредитаційної комісії технікум був акредитований в цілому, був змінений його статус з присвоєнням нової назви — Коледж «Західноукраїнський колегіум» з наданням ліцензії на ведення ступеневої освітньої діяльності за всіма напрямами і спеціальностями. Однак новий статус навчального закладу ще не створював умов для залучення висококваліфікованих кадрів — кандидатів та докторів наук і, таким чином, не повною мірою реалізовувався принцип єдності науки і освіти. Єдиним нагальним розв'язанням цієї проблеми було утворення навчально-науково-виробничого комплексу коледжу з Львівською політехнікою, що і відбулося наступного 1995 року.
Ще однією проблемою цього періоду в українському освітньому просторі була не вирішена проблема ролі бакалавра як фахівця з вищою професійною освітою. Адже право підготовки бакалаврів мали й університети, і інститути, і коледжі. І тоді за ініціативою коледжу Міністерством освіти і науки України на базі Львівської політехніки і Західноукраїнського колегіуму під керівництвом професора В. Когута утворюється експериментальний майданчик саме для розробки цього питання. А це був час тільки опрацювання нового українського Закону «Про вищу освіту».
Не порушуючи традицій своїх попередників, професор В.Когут зініціював примноження кадрового і матеріально-технічного потенціалу навчального закладу. У 1996 році до коледжу приєднується Інститут післядипломної освіти і в складі навчального закладу починає працювати ціла група нових висококваліфікованих кадрів — кандидатів наук, доцентів і з'являється нова чудова будівля — історична пам'ятка у центрі Львова.
Але незважаючи на очевидні успіхи навчального закладу у 1990-х роках, його роздирали проблеми, які були закладені у суспільстві: і соціальна роль українського інженера (мабуть ще від «радянського» інженера) не оцінена суспільством, і повний занепад промисловості, допущений тим же суспільством на Заході України. Серед молоді попит на інженерні спеціальності катастрофічно впав не лише у коледжі. Один з найкращих українських університетів — Львівська Політехніка теж це відчував. Навчальний заклад змушений був переформатувати свою освітню діяльність. Були ліцензовані і у відповідний час акредитовані напрями бакалаврської підготовки: «Менеджмент», «Економіка і підприємство» і «Правознавство», а також спеціальності молодшого спеціаліста, що забезпечували ступеневу підготовку бакалаврів. Враховуючи очевидну кризу загальної середньої школи, підготовка молодших спеціалістів велась на основі базової середньої освіти.
На початку XXI століття в навчальному закладі склалися всі передумови для нового якісного розвитку — формування вищого навчального закладу III рівня акредитації — інституту. Всі акредитовані напрями бакалаврської підготовки мали свої унікальні спеціалізації, що відрізняло навчальний заклад від інших університетів Львова: напрям «Менеджмент» мав спеціалізацію у туризмі та інформаційних системах; напрям «Економіка і підприємство» — щодо ринку нерухомості; напрям «Право» спеціалізувався щодо захисту прав людини і громадянина. Останнє було унікальним в загальнодержавних масштабах, коледж вже мав наукову школу, яку очолював професор Петро Мойсейович Рабінович.

### Розвиток II
28 листопада 2003 року постановою Кабінету Міністрів України був утворений Західноукраїнський інститут інформаційних технологій та управління при Донецькій державній академії управління на базі коледжу «Західноукраїнський колегіум». Таке рішення уряду не лише віддзеркалювало і якісний стан навчального закладу, і необхідність інтеграції освітнього простору України, а й забезпечувало еволюційний шлях становлення державного вищого навчального закладу III рівня акредитації, на відміну від недержавних «університетів», які в цей час почали з'являтися, як гриби після дощу.
Ректор інституту професор В. Когут вперше за останні роки існування навчального закладу отримує можливість проведення кадрового зростання. В інститут серед інших запрошують провідних науковців Львівської Політехніки, серед яких і його учні. Іван Васильович Костюк, до речі, колишній студент технікуму радіоелектроніки, зайнявши посаду першого проректора, впроваджує в освітній процес кредитно-модульну систему організації навчального процесу. Ліцензуються й акредитуються освітньо-кваліфікаційні рівні «спеціаліст» і «магістр» за тими напрямами, що і в коледжі. Ліцензуються напрями «Фінанси», «Комп'ютерна інженерія», «Комп'ютерні науки» та «Інформаційна безпека», тим самим відроджуючи інженерні традиції навчального закладу. Одночасно з формуванням інституту формується комплекс для забезпечення ступеневої вищої освіти. 26 березня 2004 року утворюється коледж інституту, який розміщується в приміщеннях колишнього професійно-технічного училища. Нове розширення матеріальної бази інституту цього разу можна було вважати операцією з порятунку освітянського майна, але всі витрати інституту були виправдані — Львів не втратив ще одного навчального закладу, а колектив коледжу поповнився потужною групою кваліфікованих викладачів. У цей час утворюється комплекс і з Львівською гімназією міжнародних відносин, випускники якої користуються особливими умовами вступу до інституту. Але все ж найбільш вражають зміни у формуванні новітньої лабораторної бази інституту, проводиться комп'ютеризація всіх освітніх та організаційних процесів. Реально став відчуватися подих інформаційної технологічної ери.
В освітньому просторі України теж спостерігаються позитивні зрушення. В першу чергу стала оціненою якісна освіта, впроваджуються концепції Болонського процесу та зовнішнє незалежне оцінювання знань випускників середніх шкіл.

### Сучасність
23 липня 2005 року розпорядженням Кабінету Міністрів України змінено назву інституту і присвоєно ім'я Героя України В'ячеслава Чорновола. Ця знаменна подія засвідчила остаточне становлення навчального закладу, а акредитація інституту в цілому підтверджує це де-юре. В інституті вперше склалися передумови формування власних наукових шкіл професорів Сушинського, Сявавка, доктора наук Комарницького. Професор Сушинський розробляє концепцію трансформування інституту в новий для України корпоративний університет, а входження до структури інституту технікуму дизайну у 2006 р. є прикладом реальності цієї нової, революційної для українського освітнього простору ідеї.
На підставі розпорядження Кабінету Міністрів України від 17 листопада 2010 року № 2109 «Про реорганізацію Львівського державного інституту новітніх технологій та управління імені В'ячеслава Чорновола» та наказу Міністерства освіти і науки, молоді та спорту України «Про реорганізацію Львівського державного інституту новітніх технологій та управління імені В'ячеслава Чорновола» (№ 1284 від 24 грудня 2010 року) з 24 січня 2011 року інститут став структурним підрозділом Національного університету «Львівська політехніка» згідно наказу Національного університету «Львівська політехніка» № 9-10. Після приєднання до Львівської політехніки Львівського державного інституту новітніх технологій та управління імені В'ячеслава Чорновола та відповідної реорганізації було утворено два нові навчально-наукові інститути: інститут психології та права (на базі юридичного факультету ЛДІНТУ та кафедр педагогіки, психології і права інституту гуманітарних і соціальних наук) та інститут новітніх технологій та управління імені Вячеслава Чорновола. 17 жовтня 2011 року на підставі наказу ректора Національного університету «Львівська політехніка» № 157-10 на базі навчально-наукового інституту новітніх технологій та управління імені Вячеслава Чорновола та кафедри екології та охорони навколишнього середовища навчально-наукового інституту хімії та хімічних технологій було створено навчально-науковий інститут екології, природоохоронної діяльності та туризму імені В'ячеслава Чорновола (ІЕПТ).
Реорганізація торкнулася й кафедр інституту. У травні 2015 року створено кафедру цивільної безпеки в складі інституту екології, природоохоронної діяльності та туризму імені В'ячеслава Чорновола шляхом реорганізації кафедри охорони праці інституту енергетики та систем керування і кафедри безпеки життєдіяльності інституту хімії та хімічних технологій (ухвала Вченої ради Національного університету «Львівська політехніка» № 12 від 30 березня 2015 року, наказ Національного університету «Львівська політехніка» № 90-10 від 18 травня 2015 року). У 2017 році на підставі наказу Національного університету «Львівська політехніка» № 148-10 від 23 червня 2017 року відбулася реорганізація кафедри загальної екології та екоінформаційних систем шляхом приєднання її до кафедри екологічної безпеки та природоохоронної діяльності. На цій кафедрі працював перший заступник директора інституту екології, природоохоронної діяльності та туризму імені В'ячеслава Чорновола доцент Костюк Іван Васильович, який згодом очолив Технологічний коледж, що входить до складу Львівської політехніки.
Влітку 2020 року Інститут сталого розвитку імені В'ячеслава Чорновола переїхав з корпусу № 38 (вул. Генерала Чупринки, 130) в корпус № 1 Національного університету «Львівська політехніка», що на вул. Старосольських, 2/4.
Інститут активно співпрацює з іноземними партнерами, зокрема, Люблінською політехнікою (Польща), Поморською Академією в Слупську (Польща), Вищою школою управління охороною праці в Катовиці (Польща), Пенсільванським університетом (США).
Студенти та викладачі інституту активно долучаються до різноманітних проєктів, фестивалів, акцій, освітніх заходів, зокрема, акції «Відновлення черешневого гаю, закладеного Климентієм Шептицьким», освітнього заходу «Історико-екологічний патруль», проекту «Дерева твого міста», Дитячого форуму — Фестивалю дитячого читання «Книгоманія 2019», міжнародного проекту «Місто професій», віртуальній спортивній естафеті «SDG Relay 2021», у Глобальному кліматичному страйку за майбутнє — Global Climate Strike For Future, у Lviv Open Lab, літніх таборах: «Політехнік Сamp», «IT Сamp» та «Майбутній підприємець».

## Кафедри
- Екологічної безпеки та природоохоронної діяльності (ЕБПД);
- Екології та збалансованого природокористування (ЕЗП);
- Підприємництва, торгівлі та екологічної експертизи товарів (ПЕЕТ);
- Туризму (ТУР);
- Цивільної безпеки (ЦБ).

## Спеціальності
- бакалаврського рівня: 076 «Підприємництво, торгівля та біржова діяльність»; 101 «Екологія»; 183 «Технології захисту навколишнього середовища», спеціалізація «Природоохоронні інформаційні системи»; 242 «Туризм»; 241 «Готельно-ресторанна справа»; 263 «Цивільна безпека», спеціалізація «Охорона праці»;
- магістерського рівня: підприємництво, торгівля та біржова діяльність; екологія (освітньо–наукова програма); екологія та охорона навколишнього середовища; екологічний контроль та аудит; технології захисту навколишнього середовища (освітньо–наукова програма); прикладна екологія та збалансоване природокористування; туризм; промислова безпека та охорона праці;
- аспірантура, докторантура: 076 «Підприємництво, торгівля та біржова діяльність»; 101 «Екологія»; 183 «Технології захисту навколишнього середовища».

## Випускники
- Штинда Микола Миронович (1978—2014) — молодший сержант ЗСУ, учасник російсько-української війни.